# Muzeum Regionalne w Szydłowie
Muzeum Regionalne w Szydłowie – muzeum w Szydłowie założone w 1961. Mieści się w „Skarbczyku” – budynku wchodzącego w skład zabudowań tutejszego królewskiego zamku.
Muzeum zostało zorganizowane przez pracowników Muzeum Narodowego w Kielcach i otwarte 28 maja 1961. W skład jego zbiorów wchodzą następujące ekspozycje:
- geologiczna – ukazująca budowę geologiczną tych ziem
- archeologiczna – przedstawiająca pradzieje osadnictwa ludzkiego w okolicach Szydłowa oraz województwa świętokrzyskiego
- historyczna – zawierająca eksponaty związane z historią Szydłowa, począwszy do powstania do okresu II wojny światowej; wśród zbiorów znajdują się m.in. wyroby tutejszych cechów oraz militaria
- izba tortur – zawierająca rekonstrukcję dawnych narzędzi

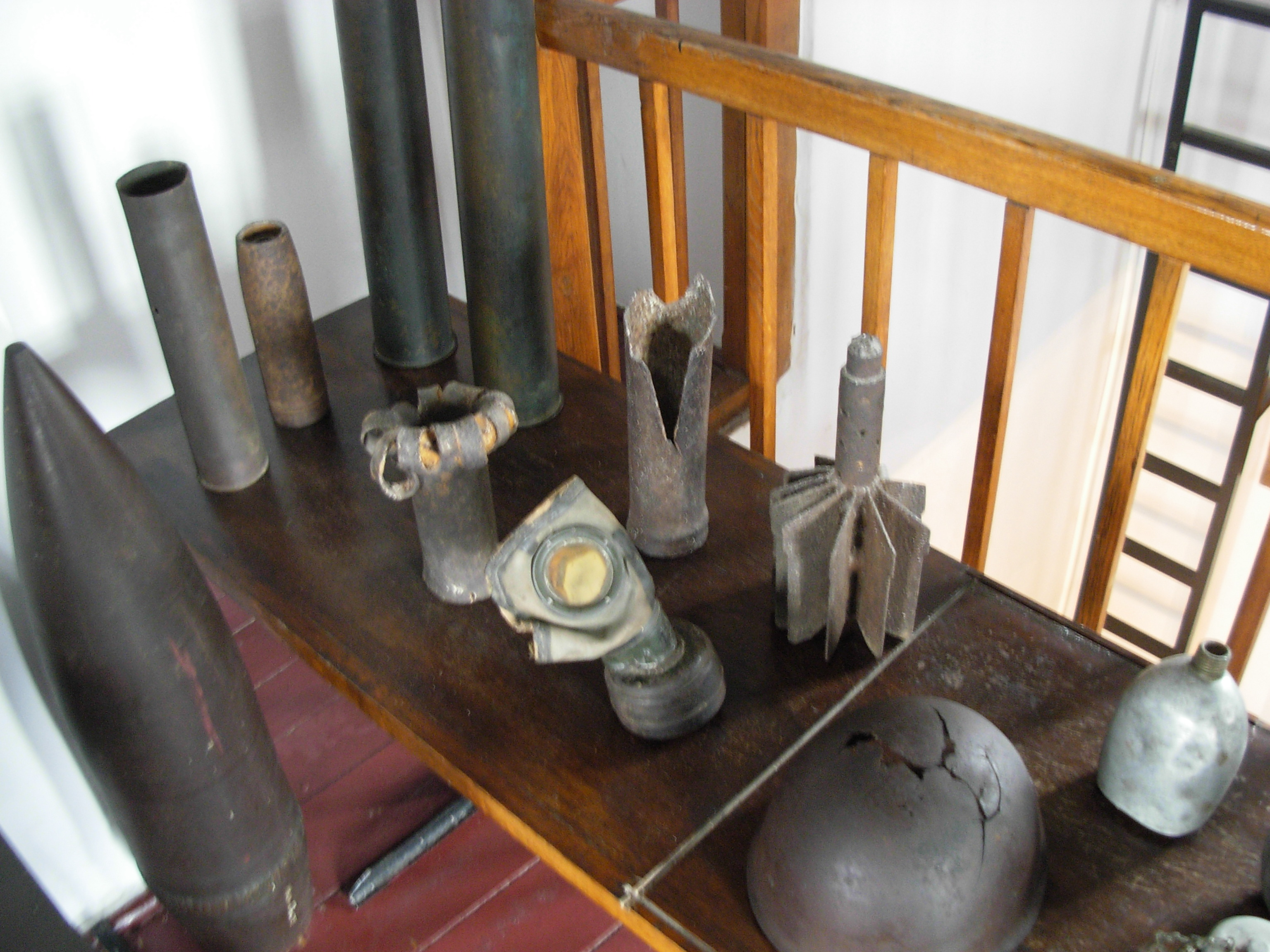
Fragment muzealnej ekspozycji

Muzeum jest obiektem całorocznym, czynnym od wtorku do niedzieli w okresie od maja do września oraz od poniedziałku do piątku w pozostałym okresie. Wstęp jest płatny.